# Ficalbia ichiromiyagii
Ficalbia ichiromiyagii is een muggensoort uit de familie van de steekmuggen (Culicidae). De wetenschappelijke naam van de soort is voor het eerst geldig gepubliceerd in 2004 door Toma & Higa.